# Atractus echidna
Atractus echidna – gatunek węża z rodziny połozowatych (Colubridae), występujący w północno-zachodniej Ameryce Południowej. Jest endemitem Kolumbii.
Gatunek ten został odkryty w 2009 roku przez Paulo Passosa, Jonha Jairo Mueses-Cisnerosa, Johna D. Lyncha i Ronaldo Fernandesa na wschód od Tumaco w okolicach wsi Robles w departamencie Nariño na wysokości 10 m n.p.m. Długość od pyska do odbytu (Snout–vent length – SVL) 201 mm, długość ogona 47 mm, długość głowy 9,5 mm, szerokość głowy 4,3 mm. Część grzbietowa jednolicie brązowa, część brzuszna jasnobrązowa przechodząca w kremową. Jego habitatem są nizinne lasy wilgotne.